# Sergio Lafuente
Sergio Lafuente est un haltérophile et un pilote uruguayen de rallye-raid, de quad .

## Palmarès haltérophile

### Jeux olympiques d'été
- 26e avec un total de 280 kg en catégorie -82,5 kg, en 1992, à Barcelone (Espagne)

### Jeux panaméricains
- participation en 1991, 1995 et  1999

## Palmarès pilote

### Résultats au Rallye Dakar
| Année | Categorie | Marque | Position | Victoires d'etapes |
| ----- | --------- | ------ | -------- | ------------------ |
| 2011  | Quad      |        | 4e       |                    |
| 2012  | Quad      |        | 5e       | 2                  |
| 2014  | Quad      |        | abd      | 1                  |
| 2015  | Quad      |        | abd      |                    |
| 2016  | Auto      |        | 43e      |                    |
| 2017  | Auto      |        | 33e      |                    |